# Seničica (Medvode)
Seničica is een plaats in Slovenië en maakt deel uit van de gemeente Medvode in de NUTS-3-regio Osrednjeslovenska. De plaats telde 247 inwoners op 1 januari 2020.